# 火燒島庄
火燒島庄為臺灣日治時期1937年至1945年間存在之行政區，轄屬台東廳台東郡。今台東縣綠島鄉。

## 行政區劃
綠島舊稱「火燒島」，在1898年11月14日被納入臺東廳管轄，範圍包含火燒島（堡里鄉澚層級）之中藔庄、南藔庄、公館庄，隸屬於卑南辨務署。1900年5月3日，臺東廳增設卑南出張所，其管轄範圍包含火燒島。1901年11月11日，辨務署廢止，火燒島改隸臺東廳直轄。1905年7月17日，火燒島劃設為火燒島區。
1920年10月1日，原堡里鄉澚之行政區廢除，街庄社改為大字，臺東廳直轄改為「臺東支廳」。綠島地區在此時的大字如下：
- 火燒島區：中寮、南寮、公館[4]

1937年10月1日，臺東廳實施街庄制，改支廳為郡、改區為街庄；臺東支廳改為「臺東郡」，火燒島區改為臺東郡火燒島庄，轄域內分為中寮、南寮、公館三個大字。
二戰後，火燒島庄改為臺東縣臺東區「火燒島鄉」，在1949年8月1日更名為「綠島鄉」。
| 1905年   | 1905年 | 1920年   | 1920年 | 1937年   | 1937年 | 現在   |
| 區       | 街庄社 | 街庄區   | 大字   | 街庄     | 大字   | 鄉鎮   |
| -------- | ------ | -------- | ------ | -------- | ------ | ------ |
| 火燒島區 | 中藔庄 | 火燒島區 | 中寮   | 火燒島庄 | 中寮   | 綠島鄉 |
| 火燒島區 | 南藔庄 | 火燒島區 | 南寮   | 火燒島庄 | 南寮   | 綠島鄉 |
| 火燒島區 | 公館庄 | 火燒島區 | 公館   | 火燒島庄 | 公館   | 綠島鄉 |

## 區、庄長
- 火燒島區
  - 田㦙：1910~1917年
  - 周仙海：1918~1923年
  - 蘇國：1924~1925年
  - 山田武雄：1926~1933年（亦為臺東廳公醫）
  - 齋藤典治：1934年（曾任澎湖島國語傳習所教諭、鳳山公學校、臺東公學校、火燒島公學校長）
  - 南喜一郎：1935~1937年
- 火燒島庄
  - 南喜一郎：1937~1945年[5]

## 設施
- 火燒島庄役場
- 臺東郵便局火燒島出張所（1944年6月1日設立）[6]
- 火燒島浮浪收容所（今綠島監獄）
- 火燒島燈臺（今綠島燈塔）綠島燈塔

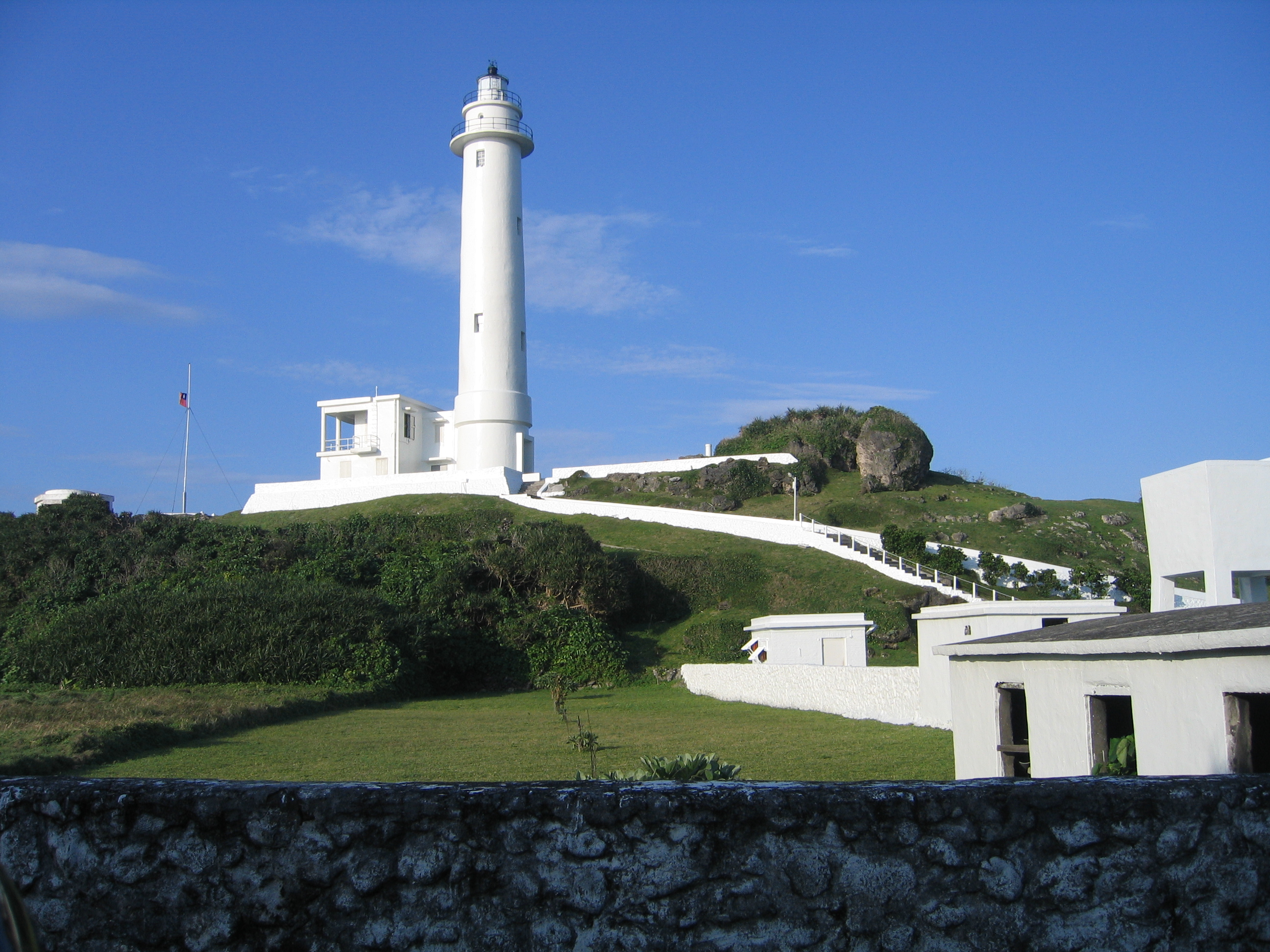
綠島燈塔

- 火燒島公學校→火燒島國民學校（今綠島國小）